# Mohammad Rona
Mohammad Rona (født i 10. januar 1985 i Kabul, Afghanistan) er en dansk politiker og medlem af Folketinget for Moderaterne. Han blev stedfortræder til Folketinget for partiet i Nordjyllands Storkreds ved folketingsvalget 2022 og overtog det folketingsmandat som blev ledigt da Kristian Klarskov forlod Folketinget 23. november 2022.
Ved valget modtog han 1.062 personlige stemmer. Mohammad Rona er gruppenæstformand for Moderaternes folketingsgruppe.

## Privatliv
Rona blev født i 1985 i Kabul i Afghanistan. Han kom til Danmark i 1991 med sine forældre og en bror. Han er opvokset i Vallensbæk, men flyttede til Aalborg i 2010. Han er supportchef i firmaet OnlinePOS.